# Robert Schmidt (Maler)

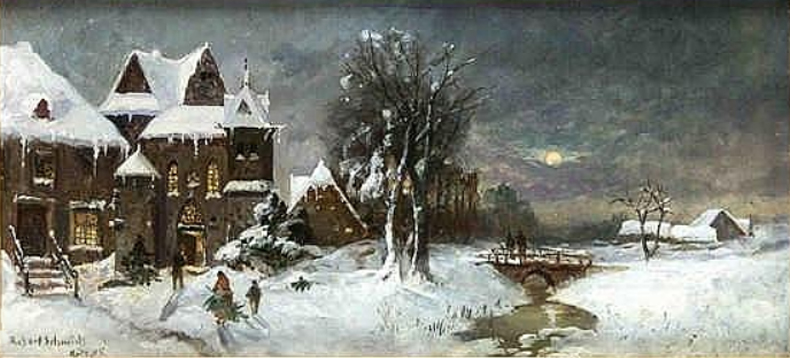
Winterlandschaft mit einer Familie (ca. 1890)

Robert Gustav Adolf Schmidt (* 3. Juni 1863 in Nürnberg; † um 1927 in München) war ein deutscher Landschafts- und Stilllebenmaler.
Robert Schmidt studierte ab dem 11. Oktober 1880 an der Königlichen Akademie der Künste in München bei Wilhelm von Diez. Von 1909 bis 1927 lebte Robert Schmidt in München in der Landwehrstraße; 1928 erscheint er nicht mehr im Münchner Adressbuch. Er beschäftigte sich hauptsächlich mit der Landschaftsmalerei, malte aber auch Stillleben.